# Zodiak Media
 (mai 2014).
Si vous disposez d'ouvrages ou d'articles de référence ou si vous connaissez des sites web de qualité traitant du thème abordé ici, merci de compléter l'article en donnant les références utiles à sa vérifiabilité et en les liant à la section « Notes et références ».
Zodiak Media est un ancien groupe audiovisuel indépendant mondial comptant jusqu'à 45 sociétés couvrant la fiction, le divertissement et l'animation, réparties dans 15 pays, parmi lesquels la France, le Royaume-Uni, les États-Unis,  l’Italie, l’Espagne, les pays scandinaves et la Russie.
Le groupe fusionne en février 2016 avec Banijay Group pour devenir l’un des plus importants producteurs de contenus indépendant au monde pour la télévision et les plateformes multimédia.

## Historique
Le groupe Zodiak Media s'est constitué par l'acquisition successive de sociétés de production audiovisuelle sous l'impulsion de son propriétaire, le groupe éditorial italien De Agostini : Magnolia et Marathon Média en 2007 (Italie, Espagne et France), Zodiak Television en 2008 (Scandinavie, Europe de l'Est et Russie), RDF Media en 2010 (Royaume-Uni et États-Unis) et Bwark en 2011 (Royaume-Uni).
Zodiak Kids, une filiale spécialisée dans les programmes famille et jeunesse, est créée en 2014.
En juillet 2015, Banijay Group et Zodiak Media annoncent leur fusion. Celle-ci est effective le 23 février 2016,.

## Identité visuelle (logo)

Logo de Zodiak Media entre 2007 et 2010.
Logo de Zodiak Media de 2010 à 2016.